# Evangelische Kirche (Strebendorf)

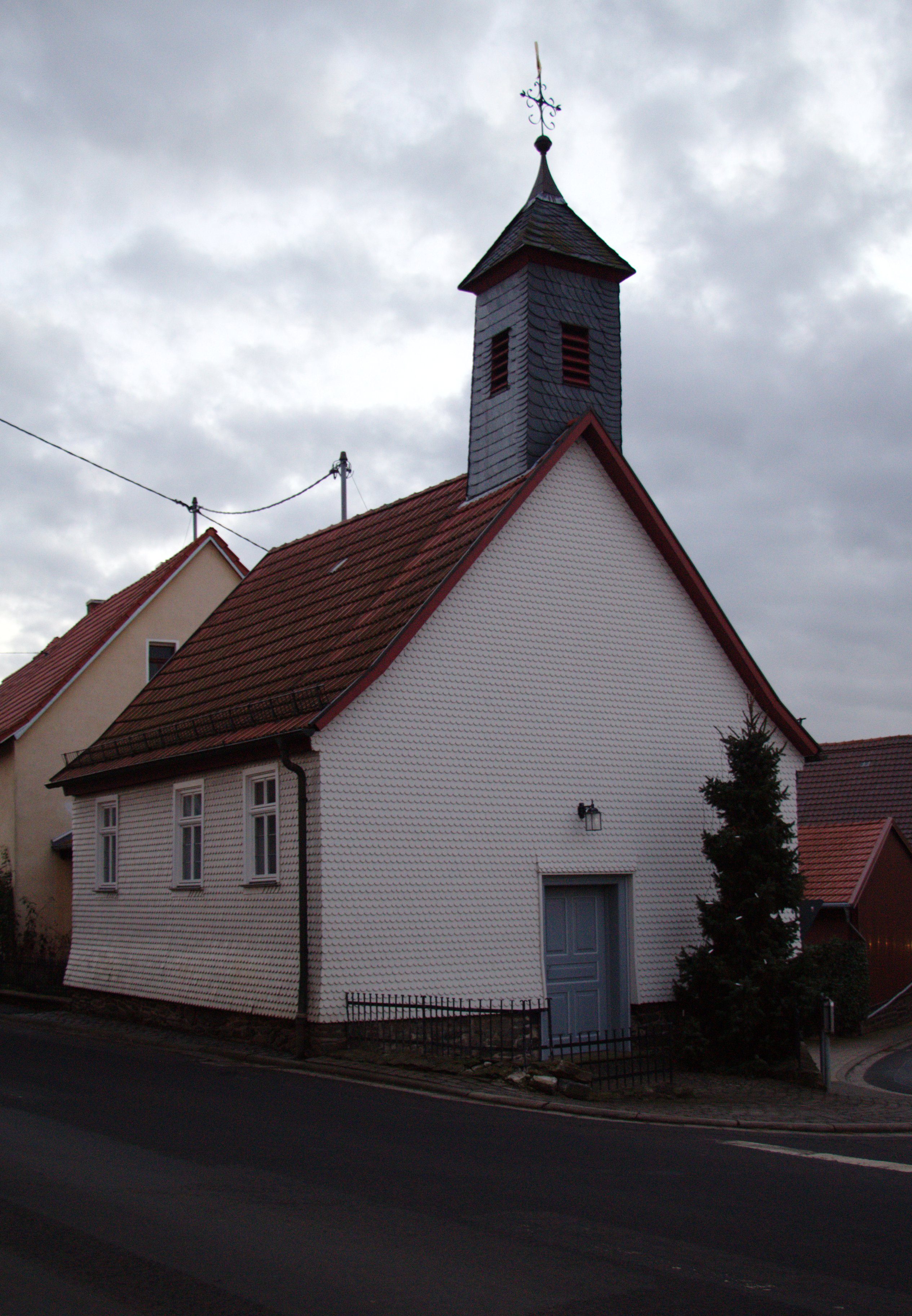
Kirche in Strebendorf

Die Evangelische Kirche Strebendorf ist ein denkmalgeschütztes Kirchengebäude, das in Strebendorf steht, einem Ortsteil der Gemeinde Romrod im Vogelsbergkreis (Hessen). Die Kirche gehört zur Kirchengemeinde Ober-Breidenbach im Gruppenpfarramt Vogelsberg im Dekanat Vogelsberg in der Propstei Oberhessen der Evangelischen Kirche in Hessen und Nassau.

## Beschreibung
Die kleine Fachwerkkirche war ursprünglich ein Backhaus, das vor 1740 in eine Kirche umgebaut wurde, die zunächst auch als Schule diente. Aus dem Satteldach des mit Schindeln verkleideten Kirchenschiffs erhebt sich im Norden ein quadratischer, schiefergedeckter, mit einem Pyramidendach bedeckter Dachreiter, der den Glockenstuhl beherbergt, in dem eine kleine Kirchenglocke hängt.